# 북량
북량(北涼, 397년 ~ 439년)은 중국 오호십육국시대 지금의 감숙성에서 건국된 나라이다. 초대 왕은 단업이지만, 실질적인 창업자는 흉노계 노수호족(盧水胡族)의 저거몽손이다.

## 역사
저거몽손은 후량의 무장으로, 397년 후량으로부터 자립하여 군사를 일으켰다. 사촌 형제인 저거남성(沮渠男成)과 힘을 합쳐 건강(建康, 영역은 지금의 감숙성 주천시의 일부 지역에 해당한)태수 단업을 건강공(建康公)으로 추대하였으며 저거몽손은 장액태수로 임명되고 저거남성은 보국장군(輔國將軍)이 되었다. 단업은 399년에 국호를 양(凉)으로 정하고 양왕을 자칭하였다. 단업은 북량의 명목상의 군주였으며 실질적인 권력은 저거남성·저거몽손이 쥐고 있었다. 이를 두려워한 단업은 401년 5월, 저거남성을 모살하였으며 저거몽손은 반란을 일으켜 단업을 살해하고 장액공을 자칭하였다.
저거몽손은 남량과 손을 잡고 후량을 압박하여 멸망에 이르게 하였으며, 이후 남량과 대립하였다. 411년, 저거몽손은 남량의 주요 거점인 고장(姑臧, 지금의 감숙성 무위시)을 점령하여 남량에 결정적인 타격을 가했으며 412년에는 고장으로 천도하여 하서왕(河西王)을 자칭하였다. 414년 이후 남량을 멸망시킨 서진과 대립하는 한편 서량과도 대립하여 421년에 서량을 멸망시키고 돈황 일대를 장악하였다. 저거몽손은 서진과 맞서기 위해 하나라·북위와 연합하는 한편 동진·송나라에도 복종하여 양주자사에 임명되기도 하였다. 그러나 431년 서진과 하나라가 멸망하고 북위의 영향력이 커짐에 따라 북위에 인질을 보내고 양왕에 봉해졌다. 433년 저거몽손이 병사하고 아들 저거목건이 뒤를 이었다.
저거목건은 하서왕을 자칭하고 문치주의적인 정책을 펼쳤으나, 439년에 북위의 침공을 받아 멸망하였다. 북량의 멸망으로 오호십육국 시대는 끝나게 된다.
북량 멸망 후, 저거목건의 동생 저거무휘가 주천에서 반란을 일으키고, 서쪽으로 천도하여 고창에서 자립하여 송나라로부터 하서왕에 봉해졌으나 460년, 유연의 공격을 받아 2대 만에 멸망하였다.

## 역대 군주
| 대수  | 묘호             | 시호            | 휘                 | 연호                                                                                                | 재위기간      | 능호       |
| ----- | ---------------- | --------------- | ------------------ | --------------------------------------------------------------------------------------------------- | ------------- | ---------- |
| 제1대 | -                | 문왕 (文王)     | 단업(段業)         | 신새(神璽) 397년 ~ 399년 천새(天璽) 399년 ~ 401년                                                   | 397년 ~ 401년 | -          |
| 제2대 | 양 태조 (凉太祖) | 무선왕 (武宣王) | 저거몽손(沮渠蒙遜) | 영안(永安) 401년 ~ 412년 현시(玄始) 412년 ~ 428년 승현(承玄) 428년 ~ 431년 의화(義和) 431년 ~ 433년 | 401년 ~ 433년 | 원릉(元陵) |
| 제3대 | -                | 애왕 (哀王)     | 저거목건(沮渠牧犍) | 영화(永和) 433년 ~ 439년                                                                            | 433년 ~ 439년 | -          |

| 대수  | 묘호 | 시호           | 휘                 | 연호                     | 재위기간      |
| ----- | ---- | -------------- | ------------------ | ------------------------ | ------------- |
| 제1대 | -    | 척왕(拓王)     | 저거무휘(沮渠無諱) | 승평(承平) 443년 ~ 444년 | 443년 ~ 444년 |
| 제2대 | -    | 무척왕(武拓王) | 저거안주(沮渠安周) | 승평(承平) 444년 ~ 460년 | 444년 ~ 460년 |

## 같이 보기
- 흉노
- 중국의 이민족
- 오호
- 오호 십육국 시대
- 간쑤성
- 고창국